# Вільямсбург (Нью-Мексико)
Вільямсбург (англ. Williamsburg) — селище (англ. village) в США, в окрузі Сьєрра штату Нью-Мексико. Населення — 462 особи (2020).

## Географія
Вільямсбург розташований за координатами 33°6′56″ пн. ш. 107°17′46″ зх. д. / 33.11556° пн. ш. 107.29611° зх. д. (33.115649, -107.296154).  За даними Бюро перепису населення США в 2010 році селище мало площу 1,25 км², уся площа — суходіл. В 2017 році площа становила 1,31 км², з яких 1,25 км² — суходіл та 0,06 км² — водойми.

## Демографія
Згідно з переписом 2010 року, у селищі мешкало 449 осіб у 245 домогосподарствах у складі 117 родин. Густота населення становила 359 осіб/км².  Було 310 помешкань (248/км²).
Расовий склад населення:
| - 92,4 % — білих - 2,2 % — корінних американців - 3,8 % — осіб інших рас |

До двох чи більше рас належало 1,6 %. Частка іспаномовних становила 23,8 % від усіх жителів.
За віковим діапазоном населення розподілялося таким чином: 11,8 % — особи молодші 18 років, 51,5 % — особи у віці 18—64 років, 36,7 % — особи у віці 65 років та старші. Медіана віку мешканця становила 59,2 року. На 100 осіб жіночої статі у селищі припадало 98,7 чоловіків;  на 100 жінок у віці від 18 років та старших — 92,2 чоловіків також старших 18 років.
Середній дохід на одне домашнє господарство  становив 32 368 доларів США (медіана — 22 000), а середній дохід на одну сім'ю — 32 235 доларів (медіана — 22 143). Медіана доходів становила 35 250 доларів для чоловіків та 25 455 доларів для жінок. За межею бідності перебувало 39,1 % осіб, у тому числі 74,8 % дітей у віці до 18 років та 8,6 % осіб у віці 65 років та старших.
Цивільне працевлаштоване населення становило 131 осіб. Основні галузі зайнятості: роздрібна торгівля — 29,0 %, освіта, охорона здоров'я та соціальна допомога — 26,0 %, фінанси, страхування та нерухомість — 10,7 %, мистецтво, розваги та відпочинок — 8,4 %.